# Rüschlikon
Rüschlikon est une commune suisse du canton de Zurich, située dans le district de Horgen.

Photo aérienne prise à 100 m par Walter Mittelholzer (1919).

## Institutions
- Le Gottlieb Duttweiler Institut (GDI), institution sponsorisée par Migros.
- Le Laboratoire de recherche d'IBM, où a été inventé en 1981 le Microscope à effet tunnel, couronné par le prix Nobel de Physique en 1986.
- Le Centre for Global Dialogue de la société suisse de réassurance (Swiss Re).

## Tourisme
- Le parc de divertissement « Park im Grüene » de Migros.

## Personnalités
- Gottlieb Duttweiler (1888-1962), fondateur de Migros.